# Route nationale 372
Die Route nationale 372, kurz N 372 oder RN 372, war eine französische Nationalstraße.
Die Straße verlief von 1933 bis 1973 von Melun nach Milly-la-Forêt. Im Jahr 1973 wurde sie auf den Abschnitt von Melun bis zur Anschlussstelle 13 der Autoroute A6 verkürzt, 2000 erfolgte die komplette Herabstufung. Ihre Gesamtlänge betrug 22 Kilometer.

## N372a
Die N372A war von 1933 bis 1973 ein Seitenast der N372. Sie führte von der N372 in Dammarie-les-Lys über Vosves zur N7 in Pringy. 1973 wurde sie in N472 umgenummert. Seit 2000 ist sie Département-Straße des Départements Seine-et-Marne und trägt die Nummern 376 und 142.